# BRICS
BRICS este o organizație internațională din care fac parte Brazilia, Rusia, India, China, Africa de Sud, Egipt, Etiopia, Iran, Emiratele Arabe Unite și Indonezia. A fost fondată în 2010 prin aderarea Africii de Sud la predecesorul ei numit BRIC, numită după prima literă a țărilor fondatoare Brazilia, Rusia, India și China. În august 2023, la cel de-al 15-lea Summit BRICS, președintele sud-african Cyril Ramaphosa a anunțat că Argentina, Egiptul, Etiopia, Iranul, Arabia Saudită și Emiratele Arabe Unite au fost invitate să adere la organizație începând cu 1 ianuarie 2024. Însă pe 30 decembrie 2023, noul președinte argentinian, Javier Milei, și-a retras oficial țara din procesul de aderare și a refuzat invitația de-a se alătura organizației.  Indonezia a aderat oficial ca stat membru la începutul anului 2025, devenind primul membru din Asia de Sud-Est. Acronimul BRICS+ (în forma sa extinsă BRICS Plus) a fost utilizat în mod neoficial pentru a reflecta noua aderare începând din 2024.
Din 2023, anterior extinderii sale din 2024 la 10 state membre, țările BRICS cumprindeau 27% din suprafața planetei și 42% din populația globală. Brazilia, Rusia, India, și China sunt împreună în primele zece țări cu cea mai mare populație, suprafață, și PIB. Toate cele cinci state membre inițiale sunt membre a organzației G20, cu un PIB nominal combinat de 28 de trilioane de dolari (aproximativ 27% din PIB-ul global), un PIB (PPC) total în jur de 57 de trilioane de dolari (33% din PIB-ul PPC global), și aproximativ 4.5 trilioane de dolari în rezerve valutare combinate (din 2018).
BRICS a fost inițial identificată cu scopul de-a stimula oportunitățile de investiții și nu a fost o organizație internațională oficială. Din 2009, ea s-a format din ce în ce mai mult într-un bloc geopolitic mai coeziv, guvernele lor reunindu-se anual la summituri oficiale și coordonând politici multilaterale. Relațiile bilaterale în cadrul BRICS se desfășoară în principal pe baza neinterferenței, egalității și beneficiului reciproc.
Țările BRICS sunt considerate în mare un rival geopolitic al blocului G7 condus de economiile avansate, implementând inițiative competitive precum Noua Bancă de Dezvoltare, Aranjamentul de rezervă contingentă BRICS, sistemul de plăți BRICS, Publicația statistică comună BRICS și moneda de rezervă pentru banca BRICS. Din 2022, grupul a căutat să-și extindă numărul de membri, mai multe țări în curs de dezvoltare și-au exprimat interesul să adere.
BRICS a primit atât laude, cât și critici de la numeroși analiști.